# Старе Майліно
Старе Ма́йліно (каз. Ескі Майлин) — село у складі Аягозького району Абайської області Казахстану. Входить до складу Майлінського сільського округу.
Населення — 150 осіб (2021; 186 у 2009, 196 у 1999, 416 у 1989).
Національний склад станом на 1989 рік:
- казахи — 72 %